# Закони Ньютона
Ньютонові закони руху (або просто закони Ньютона) — це фундаментальні закони класичної механіки.
Вони були вперше опубліковані Ісааком Ньютоном в праці «Математичні начала натуральної філософії» (1687) та застосовані ним для пояснення багатьох фізичних явищ, пов'язаних з рухом фізичних тіл.
Закони Ньютона разом з його ж законом всесвітнього тяжіння та апаратом математичного аналізу свого часу вперше надали загальне та кількісне пояснення широкому спектру фізичних явищ, починаючи з особливостей руху маятника та закінчуючи орбітами Місяця та планет. Закон збереження імпульсу, який Ньютон вивів як наслідок своїх другого та третього законів, також став першим з відомих законом збереження.
Закони Ньютона піддавались експериментальній перевірці протягом більш як двохсот років. Для масштабів від 10−6 метра на швидкостях від 0 до 100 000 000 м/с вони дають задовільні результати.

## Перший закон Ньютона (закон інерції)
Раніше за Ньютона закон інерції досить точно сформулював Рене Декарт.
Строге його формулювання в сучасному викладі таке:

Існують такі системи відліку, в яких центр мас будь-якого тіла, на яке не діють жодні сили, або сума сил, що діють на нього, дорівнює нулю, зберігає стан спокою або рівномірного прямолінійного руху, допоки цей стан не змінять сили, застосовані до нього.

Цей закон постулює існування системи відліку, в яких справедливі наступні два закони. Ці системи відліку мають назву інерційних або Галілеєвих, тобто таких, які рухаються зі сталою швидкістю одна відносно іншої.

### Історичне формулювання
Ньютон у своїй книзі «Математичні начала натуральної філософії» сформулював перший закон механіки таким чином:

Всяке тіло продовжує зберігати стан спокою або рівномірного і прямолінійного руху, допоки цей стан не змінять сили, застосовані до нього.

На нинішній час, таке формулювання незадовільне. По-перше, термін «тіло» слід замінити терміном «матеріальна точка», оскільки тіло кінцевих розмірів за відсутності зовнішніх сил може здійснювати й обертальний рух. По-друге, і це головне, Ньютон у своїй праці спирався на існування абсолютної нерухомої системи відліку, тобто абсолютного простору і часу, а ці уявлення сучасна фізика відкидає. З іншого боку, в довільній (наприклад, такій, що обертається) системі відліку закон інерції неправильний, тому ньютонівське формулювання було замінене постулатом існування інерційних систем відліку.

## Другий закон Ньютона: основний закон динаміки
Зауваження: у цьому розділі й далі векторні величини позначаються жирним шрифтом, тоді як скалярні — курсивом.
Формулювання:

В інерційній системі відліку прискорення матеріальної точки зі сталою масою прямо пропорційне до рівнодійної всіх сил, що діють на неї, і обернено пропорційне до її маси.

Математично це формулювання може бути записане так:
{\displaystyle \mathbf {F} ={\frac {d}{dt}}(m\mathbf {v} )}
або
{\displaystyle \mathbf {F} =m{\frac {d\mathbf {v} }{dt}}=m\mathbf {a} }, якщо m — константа.
де
- F — сила, яка діє на тіло
- m — маса тіла
- a — прискорення
- v — швидкість
- mv — імпульс, який також позначається як {\displaystyle \mathbf {p} }

Це рівняння фактично означає, що чим більша за абсолютним значенням сила буде прикладена до тіла, тим більшим буде його прискорення. Параметр m або маса в цьому рівнянні — це насправді коефіцієнт пропорційності, який характеризує інерційні властивості об'єкта.
У рівнянні F = ma прискорення може бути безпосередньо виміряне, на відміну від сили. Тому цей закон має сенс, якщо ми не можемо визначити силу F безпосередньо. Одним з таких законів, який визначає правило обчислення гравітаційної сили, є закон всесвітнього тяжіння.
У загальному випадку, коли маса та швидкість об'єкта змінюються з часом, отримаємо:
{\displaystyle \mathbf {F} ={\frac {d}{dt}}(m\mathbf {v} )=m{\frac {d\mathbf {v} }{dt}}+\mathbf {v} {\frac {dm}{dt}}=m\mathbf {a} +\mathbf {v} {\frac {dm}{dt}}}
Рівняння із змінною масою описує реактивний рух. Важливе фізичне значення цього закону полягає в тому, що тіла взаємодіють, обмінюючись імпульсами й роблять це за допомогою сил.
Сучасне дослідження виявило справедливість цього закону для будь-яких систем відліку.

## Третій закон Ньютона: закон дії та протидії
Формулювання:

Сили, що виникають при взаємодії двох тіл, є рівними за модулем і протилежними за напрямом.

Математично це записується так
{\displaystyle \mathbf {F} _{1,2}=-\mathbf {F} _{2,1}},
де {\displaystyle \mathbf {F} _{1,2}} — сила, що діє на перше тіло з боку другого тіла, а {\displaystyle \mathbf {F} _{2,1}} — навпаки, сила, що діє з боку першого тіла на друге тіло.
Для сили Лоренца третій закон Ньютона не виконується. Лише переформулювавши його як закон збереження імпульсу в замкнутій системі з частинок і електромагнітного поля, можна відновити його справедливість.

## Закон руху в релятивістській фізиці
Визначене другим законом Ньютона рівняння інваріантне щодо перетворень Галілея, але не є інваріантним щодо перетворень Лоренца. При створенні теорії відносності його довелося змінити. Виражене через 4-вектори друге рівняння Ньютона набирає вигляду
{\displaystyle {\frac {dp^{i}}{ds}}=f^{i}},
де {\displaystyle p^{i}} — 4-імпульс, s — просторово-часовий інтервал, {\displaystyle f^{i}} — 4-вектор сили:
{\displaystyle f^{i}=\left({\frac {\mathbf {F} \cdot \mathbf {v} }{\sqrt {1-v^{2}/c^{2}}}},{\frac {\mathbf {F} }{\sqrt {1-v^{2}/c^{2}}}}\right)},
де c — швидкість світла у вакуумі.
При малих швидкостях релятивістське рівняння руху переходить у друге рівняння Ньютона, але при великих швидкостях з'являються відмінності, завдяки яким рівняння є лоренц-інваріантним.

## Закони Ньютона в логіці курсу механіки
Існують методологічно різні способи формулювання класичної механіки, тобто вибору її фундаментальних постулатів, на основі яких потім виводяться закони-наслідки і рівняння руху. Надання законам Ньютона статусу аксіом, що спираються на емпіричний матеріал, — тільки один з таких способів («Ньютонова механіка»). Цей підхід прийнятий в середній школі, а також в більшості університетських курсів загальної фізики.
Альтернативним підходом, що використовується переважно в курсах теоретичної фізики, виступає механіка Лагранжа. В рамках формалізму Лагранжа є одна-єдина формула (запис дії) і один-єдиний постулат (тіла рухаються так, щоб дія була стаціонарною), який є теоретичною концепцією. З цього можна вивести всі закони Ньютона, правда, тільки для лагранжевих систем (зокрема, для консервативних систем). Слід, однак, відзначити, що всі відомі фундаментальні взаємодії описуються саме лагранжевими системами. На додаток, в рамках формалізму Лагранжа можна легко розглянути гіпотетичні ситуації, в яких дія має будь-який інший вид. При цьому рівняння руху стануть вже несхожими на закони Ньютона, але сама класична механіка як і раніше може бути застосована.

## Робота та енергія
Поняття енергія було розроблено після часів Ньютона, але воно стало невід'ємною частиною того, що вважається "ньютонівською" фізикою. Енергію можна загалом класифікувати на кінетичну, зумовлену рухом тіла, та потенціальну, зумовлену положенням тіла відносно інших. Теплова енергія, енергія, що переноситься тепловим потоком, є типом кінетичної енергії, не пов'язаної з макроскопічним рухом об'єктів, а натомість з рухами атомів і молекул, з яких вони складаються. Згідно з теоремою про роботу та енергію, коли сила діє на тіло, поки це тіло рухається вздовж лінії дії сили, сила виконує роботу над тілом, і величина виконаної роботи дорівнює зміні кінетичної енергії тіла. У багатьох випадках, що становлять інтерес, чиста робота, виконана силою, коли тіло рухається по замкнутому контуру — починаючи з точки, рухаючись по деякій траєкторії та повертаючись до початкової точки — дорівнює нулю. Якщо це так, то силу можна записати через градієнт функції, яка називається скалярний потенціал::303
{\displaystyle \mathbf {F} =-\mathbf {\nabla } U,.}
Це справедливо для багатьох сил, включаючи силу тяжіння, але не для тертя; дійсно, майже будь-яка задача в підручнику з механіки, яка не включає тертя, може бути виражена таким чином.:19 Той факт, що силу можна записати таким чином, можна зрозуміти з закону збереження енергії. Без тертя, яке розсіює енергію тіла в тепло, енергія тіла буде обмінюватися між потенціальною та (не тепловою) кінетичною формами, тоді як загальна кількість залишається постійною. Будь-яке збільшення кінетичної енергії, яке відбувається, коли чиста сила на тіло прискорює його до вищої швидкості, має супроводжуватися втратою потенціальної енергії. Отже, чиста сила, що діє на тіло, визначається тим, як зменшується потенціальна енергія.

## Гравітаційна система багатьох тіл

Анімація трьох точок або тіл, що притягуються одне до одного

Закон всесвітнього тяжіння Ньютона стверджує, що будь-яке тіло притягує будь-яке інше тіло вздовж прямої лінії, що їх з'єднує. Величина сили притягання пропорційна добутку їх мас і обернено пропорційна квадрату відстані між ними. Знаходження форми орбіт, які створює закон оберненого квадрата сили, відоме як задача Кеплера. Задачу Кеплера можна розв'язати кількома способами, зокрема, продемонструвавши, що вектор Лапласа-Рунге-Ленца є постійним, або застосувавши дуальне перетворення до двовимірного гармонічного осцилятора. Однак, як би вона не була розв'язана, результат полягає в тому, що орбіти будуть конічними перерізами, тобто еліпсами (включаючи кола), параболами або гіперболами. Ексцентриситет орбіти, а отже, тип конічного перерізу, визначається енергією та моментом імпульсу тіла, що обертається. Планети не мають достатньої енергії, щоб покинути Сонце, тому їхні орбіти є еліпсами, з хорошим наближенням; оскільки планети притягують одна одну, фактичні орбіти не є точно конічними перерізами.
Якщо додати третю масу, задача Кеплера стає задачею трьох тіл, яка загалом не має точного розв'язку в замкнутій формі. Тобто немає способу почати з диференціальних рівнянь, що випливають із законів Ньютона, і після кінцевої послідовності стандартних математичних операцій отримати рівняння, які виражають рухи трьох тіл з часом. Чисельні методи можна застосувати для отримання корисних, хоча й наближених, результатів для задачі трьох тіл. Положення та швидкості тіл можна зберігати в змінних у пам'яті комп'ютера; закони Ньютона використовуються для обчислення того, як швидкості зміняться протягом короткого проміжку часу, і, знаючи швидкості, можна обчислити зміни положення за цей проміжок часу. Цей процес циклічно повторюється для обчислення, приблизно, траєкторій тіл. Загалом, чим коротший проміжок часу, тим точніше наближення.

## Зв'язок з іншими фізичними теоріями

### Термодинаміка та статистична фізика

Симуляція більшої, але все ще мікроскопічної, частинки (жовтим), оточеної газом менших частинок, що ілюструє броунівський рух

У статистичній фізиці кінетична теорія газів застосовує закони руху Ньютона до великої кількості (зазвичай порядку числа Авогадро) частинок. Кінетична теорія може пояснити, наприклад, тиск, який газ чинить на контейнер, що його утримує, як сукупність багатьох зіткнень атомів, кожне з яких передає крихітну кількість імпульсу.:62
Рівняння Ланжевена є окремим випадком другого закону Ньютона, адаптованим для опису маленького об’єкта, який стохастично бомбардується ще меншими об’єктами.:235 Його можна записати{\displaystyle m\mathbf {a} =-\gamma \mathbf {v} +\mathbf {\xi } ,}де {\displaystyle \gamma } — коефіцієнт опору, а {\displaystyle \mathbf {\xi } } — сила, яка випадково змінюється від миті до миті, представляючи сумарний ефект зіткнень з навколишніми частинками. Це використовується для моделювання броунівського руху.

### Електромагнетизм
Три закони Ньютона можна застосувати до явищ, пов’язаних з електрикою та магнетизмом, хоча існують тонкощі та застереження.
Закон Кулона для електричної сили між двома нерухомими, електрично зарядженими тілами має майже ту саму математичну форму, що й закон всесвітнього тяжіння Ньютона: сила пропорційна добутку зарядів, обернено пропорційна квадрату відстані між ними та спрямована вздовж прямої лінії між ними. Сила Кулона, яку заряд {\displaystyle q_{1}} чинить на заряд {\displaystyle q_{2}}, дорівнює за величиною силі, яку {\displaystyle q_{2}} чинить на {\displaystyle q_{1}}, і вона спрямована в точно протилежному напрямку. Таким чином, закон Кулона узгоджується з третім законом Ньютона.
Електромагнетизм розглядає сили, що створюються полями, які діють на заряди. Закон сили Лоренца надає вираз для сили, що діє на заряджене тіло, який можна підставити в другий закон Ньютона, щоб обчислити його прискорення.:85 Згідно із законом сили Лоренца, заряджене тіло в електричному полі відчуває силу в напрямку цього поля, силу, пропорційну його заряду {\displaystyle q} і напруженості електричного поля. Крім того, рухоме заряджене тіло в магнітному полі відчуває силу, яка також пропорційна його заряду, у напрямку, перпендикулярному як до поля, так і до напрямку руху тіла. Використовуючи векторний векторний добуток,{\displaystyle \mathbf {F} =q\mathbf {E} +q\mathbf {v} \times \mathbf {B} .}

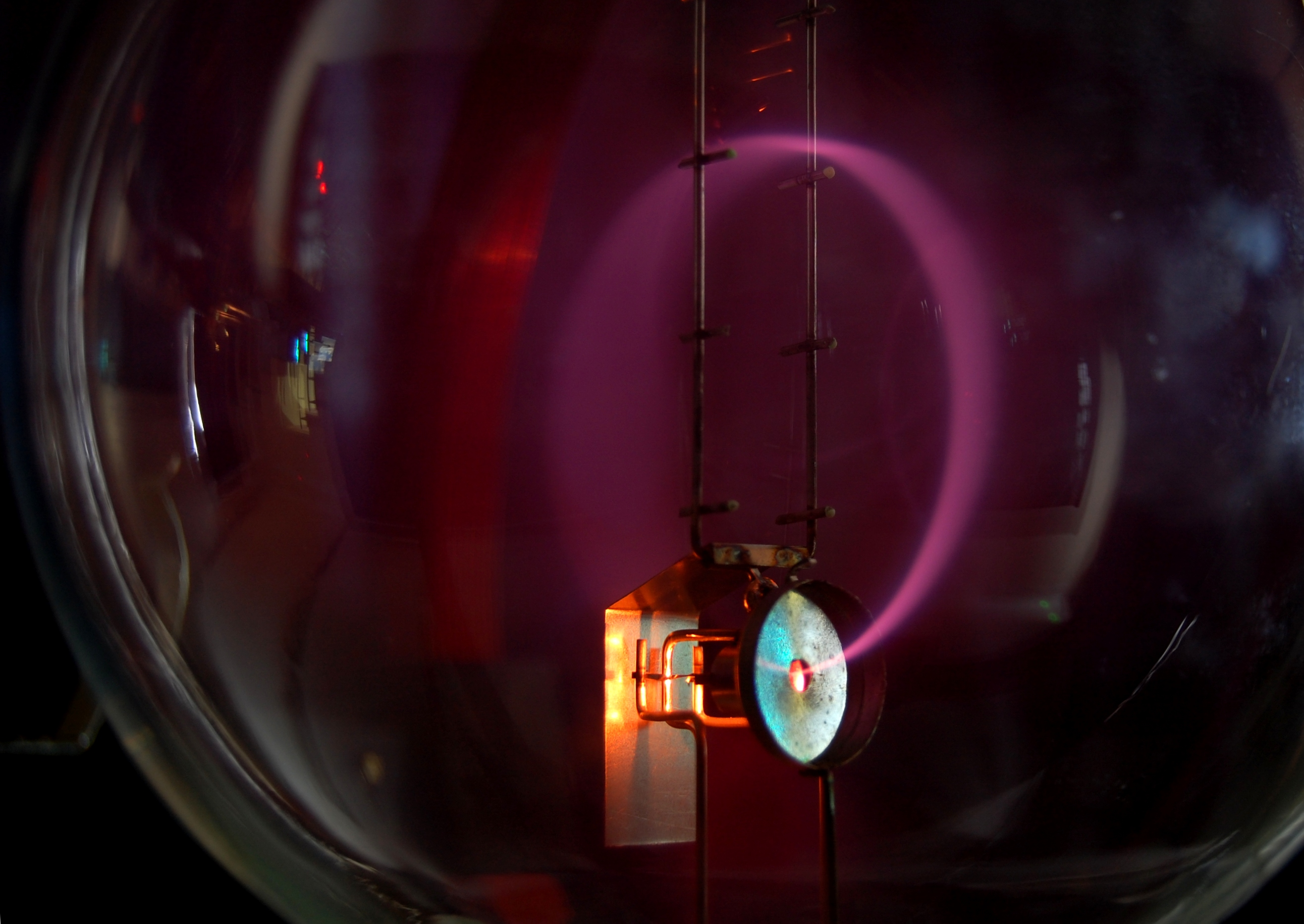
Закон сили Лоренца в дії: електрони викривляються в кругову траєкторію магнітним полем.

Якщо електричне поле зникає ({\displaystyle \mathbf {E} =0}), то сила буде перпендикулярна до руху заряду, як у випадку рівномірного кругового руху, розглянутого вище, і заряд буде обертатися (або, загалом, рухатися по спіраль) навколо ліній магнітного поля з циклотронною частотою {\displaystyle \omega =qB/m}.:222 Мас-спектрометрія працює, застосовуючи електричні та/або магнітні поля до рухомих зарядів і вимірюючи отримане прискорення, яке за законом сили Лоренца дає відношення маси до заряду.
Сукупності заряджених тіл не завжди підкоряються третьому закону Ньютона: може відбутися зміна імпульсу одного тіла без компенсаційної зміни імпульсу іншого. Розбіжність пояснюється імпульсом, що переноситься самим електромагнітним полем. Імпульс на одиницю об’єму електромагнітного поля пропорційний вектор Пойнтінга.:184
Існує тонка концептуальна суперечність між електромагнетизмом і першим законом Ньютона: теорія електромагнетизму Максвелла передбачає, що електромагнітні хвилі поширюються у порожньому просторі з постійною, визначеною швидкістю. Таким чином, деякі інерційні спостерігачі, здавалося б, мають привілейований статус над іншими, а саме ті, хто вимірює швидкість світла і виявляє, що вона відповідає значенню, передбаченому рівняннями Максвелла. Іншими словами, світло забезпечує абсолютний стандарт швидкості, але принцип інерції стверджує, що такого стандарту не повинно бути. Ця напруга вирішується в теорії спеціальної відносності, яка переглядає поняття простору та часу таким чином, що всі інерційні спостерігачі погоджуються щодо швидкості світла у вакуумі.

### Спеціальна теорія відносності
У спеціальній теорії відносності правило, яке Вілчек назвав "нульовим законом Ньютона", порушується: маса складного об'єкта не є просто сумою мас окремих частин.:33 Перший закон Ньютона, інерційний рух, залишається вірним. Форма другого закону Ньютона, що сила є швидкістю зміни імпульсу, також зберігається, як і збереження імпульсу. Однак визначення імпульсу змінюється. Серед наслідків цього є той факт, що чим швидше рухається тіло, тим важче його прискорити, і тому, незалежно від того, яка сила застосовується, тіло не може бути прискорене до швидкості світла. Залежно від поставленої задачі, імпульс у спеціальній теорії відносності може бути представлений як тривимірний вектор, {\displaystyle \mathbf {p} =m\gamma \mathbf {v} }, де {\displaystyle m} — маса спокою тіла, а {\displaystyle \gamma } — фактор Лоренца, який залежить від швидкості тіла. Крім того, імпульс і силу можна представити як чотиривектор.:107
Третій закон Ньютона необхідно модифікувати в спеціальній теорії відносності. Третій закон стосується сил між двома тілами в той самий момент часу, і ключовою особливістю спеціальної теорії відносності є те, що одночасність є відносною. Події, які відбуваються одночасно відносно одного спостерігача, можуть відбуватися в різний час відносно іншого. Отже, у системі відліку даного спостерігача дія та реакція можуть бути не зовсім протилежними, і загальний імпульс взаємодіючих тіл може не зберігатися. Збереження імпульсу відновлюється шляхом включення імпульсу, що зберігається в полі, яке описує взаємодію тіл.
Ньютонівська механіка є хорошим наближенням до спеціальної теорії відносності, коли швидкості, що беруть участь, малі порівняно зі швидкістю світла.:131

### Загальна теорія відносності
Загальна теорія відносності — це теорія гравітації, яка виходить за межі теорії Ньютона. У загальній теорії відносності гравітаційна сила ньютонівської механіки переосмислюється як кривина простір-час. Крива траєкторія, така як орбіта, що приписується гравітаційній силі в ньютонівській механіці, є не результатом сили, що відхиляє тіло від ідеальної прямолінійної траєкторії, а скоріше спробою тіла вільно падати через фон, який сам викривлений присутністю інших мас. Зауваження Джона Арчибальда Вілера, що стало приказкою серед фізиків, підсумовує теорію: "Простір-час говорить матерії, як рухатися; матерія говорить простору-часу, як викривлятися". Вілер сам розглядав цей взаємний зв’язок як сучасну, узагальнену форму третього закону Ньютона. Відношення між розподілом матерії та кривизною простору-часу задається рівнянням Ейнштейна, для вираження яких потрібне тензорне числення.:43
Ньютонівська теорія гравітації є хорошим наближенням до передбачень загальної теорії відносності, коли гравітаційні ефекти слабкі, а об’єкти рухаються повільно порівняно зі швидкістю світла.:327

### Квантова механіка
Квантова механіка — це теорія фізики, спочатку розроблена для розуміння мікроскопічних явищ: поведінки на масштабі молекул, атомів або субатомних частинок. Загалом і в широкому сенсі, чим менша система, тим більше адекватна математична модель вимагатиме розуміння квантових ефектів. Концептуальна основа квантової фізики дуже відрізняється від класичної фізики. Замість того, щоб думати про такі величини, як положення, імпульс і енергія, як про властивості, які об’єкт має, розглядається, який результат може з’явитися, коли виконується вимірювання обраного типу. Квантова механіка дозволяє фізику обчислити ймовірність того, що вибране вимірювання викличе певний результат. Очікувана величина вимірювання  — це середнє значення можливих результатів, які воно може дати, зважене за їх ймовірностями виникнення.
Теорема Еренфеста забезпечує зв’язок між квантовими математичними сподіваннями та другим законом Ньютона, зв’язок, який обов’язково є неточним, оскільки квантова фізика принципово відрізняється від класичної. У квантовій фізиці положення та імпульс представлені математичними сутностями, відомими як ермітові оператори, а правило Борна використовується для обчислення математичних сподівань вимірювання положення або вимірювання імпульсу. Ці математичні сподівання, як правило, змінюються з часом; тобто, залежно від часу, коли (наприклад) виконується вимірювання положення, ймовірності його різних можливих результатів будуть змінюватися. Теорема Еренфеста, грубо кажучи, стверджує, що рівняння, які описують, як ці математичні сподівання змінюються з часом, мають форму, що нагадує другий закон Ньютона. Однак чим більш виражені квантові ефекти в даній ситуації, тим складніше зробити змістовні висновки з цієї подібності.